# Greta (Gattung)
|  | Dieser Artikel wurde aufgrund von formalen oder inhaltlichen Mängeln in der Qualitätssicherung Biologie im Abschnitt „Insekten“ zur Verbesserung eingetragen. Dies geschieht, um die Qualität der Biologie-Artikel auf ein akzeptables Niveau zu bringen. Bitte hilf mit, diesen Artikel zu verbessern! Artikel, die nicht signifikant verbessert werden, können gegebenenfalls gelöscht werden. Lies dazu auch die näheren Informationen in den Mindestanforderungen an Biologie-Artikel. Begründung: Beschreibung fehlt. -- Olaf Studt (Diskussion) 22:42, 27. Okt. 2024 (CET) |

Greta ist eine Gattung innerhalb der Schmetterlingsfamilie der Edelfalter (Nymphalidae).

## Systematik
In alphabetischer Reihenfolge:
- Greta alphesiboea (Hewitson, 1869)
- Greta andromica (Hewitson, [1854])
- Greta annette (Guérin-Ménéville, [1844]) – Weiß-gepunkteter Glasflügler
- Greta cubana (Herrich-Schaeffer, 1862) – Kubanischer Glasflügler
- Greta clavijoi Neild, 2008
- Greta depauperata (Boisduval, 1870)
- Greta dercetis (Doubleday & Hewitson, 1847)
- Greta diaphanus (Drury, [1773])
- Greta enigma (Haensch, 1905)
- Greta esula (Hewitson, 1855)
- Greta gabiglooris (Brabant & Bischler, 2005)
- Greta gardneri (Weeks, 1901)
- Greta hermana (Haensch, 1903)
- Greta libethris (C & R Felder, 1867) – Libethris clearwing
- Greta lojana (Vitale & Bollino, 2001)
- Greta lydia (Weymer, 1899)
- Greta morgane (Geyer, 1833)
- Greta nero (Hewitson, 1854) – Schwarzer Glasflügler
- Greta ochretis (Haensch, 1903)
- Greta oneidodes (Kaye, 1918)
- Greta ortygia (Weymer, 1890)
- Greta oto (Hewitson, 1854) – Glasflügelfalter
- Greta polissena (Hewitson, [1863])
- Greta telesilla (Weymer, 1899)
- Greta theudelinda (Hewitson, [1861])